# Кабеш, Ярослав
Ярослав Кабеш (чеш. Jaroslav Kabeš; 18 июня 1896, Табор — 15 августа 1964, Прага, ЧССР) — чехословацкий политический, общественный и государственный деятель, член Коммунистической партии Чехословакии, экономист, банкир
, министр финансов (1949—1953), генеральный директор Национального банка Чехословакии (1954—1957). Учёный, философ-марксист, поэт, переводчик.

## Биография
Окончив гимназию, обучался в финансовой академии в Хрудиме. С 1920 года работал бухгалтером в Сельскохозяйственном банке Чехословакии и его дочерних филиалах и Centrocarbon Agrocarbon (Банк угольной промышленности).
Член Коммунистической партии Чехословакии со дня её основания (1921).
В сентябре 1945 года был назначен директором Сельскохозяйственного банка (бывшего Аграрного банка), в сентябре 1946 года стал первым заместителем главы руководства Živnobanka. Работал в Национальном банке Чехословакии в качестве члена его временной администрации, а затем членом правления банка.
С апреля 1949 года до сентября 1953 года — министр финансов в правительстве А. Запотоцкого. Провёл денежную реформу в Чехословакии.
С 1954 по 1957 год был генеральным директором Национального банка Чехословакии.
Занимал важные партийные посты. Избирался членом Центрального комитета КПЧ и Центральной контрольно-ревизионной комиссии Компартии.

## Научная и творческая деятельность
В 1925—1926-х годах в журнале «Komunistická revue» опубликовал очерк о философском развитии молодого К. Маркса (псевд. «J. Tábor, Filosofický vývoj mladého К. Marxe»), который отражал процесс «возврата к Марксу», протекавший в идеологии чешского рабочего движения под влиянием Великой Октябрьской социалистической революции. Тогда же подверг критике философские взгляды Т. Масарика («Socialismus a Masaryk», там же).
Уже в 1926 году писал о необходимости различать буржуазную демократию и фашистскую диктатуру в целях успешной борьбы рабочего класса («Kolem fašismu», там же, 1926).
В 1930-х годах издавал и комментировал философские сочинения Л. Климы («Ladislava Klímy filosofie češství», 1939, напечатано в 1945), истолковывал творчество скульптора Ф. Билека («Bílek myslitel», 1942) и поэта О. Бржезины.
Занимался переводческой деятельностью (фокусируясь на марксистской философии). Я. Кабеш перевёл на чешский язык ряд сочинений К. Маркса (К. Marx, О kapitálu a jeho krisích, 1935; под псевд. J. Lirba), Гегеля («Введение к истории философии»; рукопись), Лао-цзы («Moudrost a tajemství, Setkání s Lao-tsem», sv. 1-2, 1944—1945), издал несколько сборников своих стихотворений («Noc na hoře Oliv — Hlas hořícího keře», 1943, «Budova časů», 1945).